# Thomas Keating
Thomas Keating (New York, 7. ožujka 1923.) je katolički svećenik, trapistički monah, voditelj seminara kontemplativne molitve i duhovni pisac. Živi u trapističkoj opatiji Sv. Benedikta u Snowmassu u američkoj saveznoj državi Colorado. Osnivač je pokreta molitve sabranosti te kontemplativnoga tečaja.
Rođen je u New Yorku 1923. godine. Ušao je u trapistički red u siječnju 1944. godine. Bio je superior trapističkog samostana Sv. Benedikta u Snowmassu (Colorado), izabran za opata trapističke opatije Sv. Josipa u Spenceru (Massachusetts), a poslije se ponovno vratio u Snowmass. Tamo je razvio program tečajeva molitve sabranosti, utemeljen na kršćanskoj kontemplativnoj tradiciji.
Danas živi u trapističkom samostanu u Snowmasu.
Na hrvatski su mu prevedene knjige:
- "Otvorena svijest - otvoreno srce", Mostar
- "Poziv na ljubav - put kršćanske kontemplacije", Mostar
- "Kristovo otajstvo - liturgija kao duhovno iskustvo", Teovizija, Zagreb 2003.

## Vanjske poveznice
- Trapistička opatija u Snowmassu
- Trapisti - stranice na hrvatskom jeziku  Arhivirana inačica izvorne stranice od 24. kolovoza 2018. (Wayback Machine)